# Alessandropoli
Alessandropoli (in greco Αλεξανδρούπολη?, Alexandrupoli) è una città della Grecia, capoluogo dell'unità periferica dell'Evros nella Macedonia Orientale e Tracia. Situata ad una quarantina di chilometri ad ovest dal confine con la Turchia, è un importante porto e centro commerciale regionale. Con 66 125 abitanti, secondo i dati del censimento 2001, Alessandropoli è la più grande città della regione della Macedonia Orientale e Tracia.
A seguito della riforma amministrativa detta Programma Callicrate in vigore dal gennaio 2011 che ha accorpato numerosi comuni, la superficie del comune è passata da 642 a 1217 km² e la popolazione da 52 720 a 66 125 abitanti.

## Geografia
Alessandropoli è situata sul mar Egeo, nella regione della Tracia occidentale, a 346 km ad est di Salonicco e a 14,5 km a ovest del delta dell'Evros che segna il confine con la Turchia. 

## Storia
La città sorse nel XIX secolo come piccolo insediamento di fortuna per i pescatori della vicina isola di Samotracia. Ribattezzata Dedeağaç e raggiunta dalla ferrovia nel 1874, rimase un piccolo porto peschereccio sino all'occupazione russa del 1877 durante la guerra con l'Impero ottomano. Le truppe zariste infatti ridisegnarono completamente il tessuto urbano del villaggio progettando una pianta a scacchiera per favorire il passaggio degli eserciti. Gli stretti vicoli chiusi, tipici degli insediamenti ottomani, lasciarono spazio a vie ampie, dritte e spaziose, una caratteristica del tutto nuova per le cittadine della regione. Assegnata in un primo momento alla Bulgaria con la pace di Santo Stefano, Dedeağaç ritornò sotto sovranità ottomana in quello stesso 1878 grazie al trattato di Berlino, in più divenne sempre quello stesso anno capoluogo di un sangiaccato all'interno del vilayet di Adrianopoli. 
Con lo scoppio della prima guerra balcanica la cittadina fu occupata dall'esercito bulgaro l'8 novembre 1912. Nella successiva seconda guerra balcanica fu conquistata dalle truppe greche l'11 luglio 1913. Il trattato di Bucarest, firmato nell'agosto 1913 sancì la cessione di Dedeağaç e di gran parte della Tracia occidentale dall'Impero ottomano alla Bulgaria. 
Al termine della prima guerra mondiale la città e tutta la Tracia occidentale furono temporaneamente cedute dalla Bulgaria agli Alleati con il trattato di Neuilly del 1919. La conferenza di Sanremo dell'aprile 1920 sancì il passaggio di Dedeağaç e della Tracia occidentale alla Grecia garantendo però alla Bulgaria l'utilizzo del porto. Il 14 maggio dello stesso anno la città passo ufficialmente sotto l'amministrazione greca. Poco dopo Dedeağaç fu visitata dal re Alessandro I e prontamente ribattezzata Alessandropoli in suo onore. 
Nonostante la sconfitta subita nel conflitto con la Turchia, la sovranità greca su Alessandropoli fu confermata dal trattato di Losanna del 1923. Nel corso della seconda guerra mondiale, durante l'occupazione della Grecia da parte delle forze dell'Asse, la città e tutta la prefettura dell'Evros furono occupate direttamente dall'esercito tedesco per via della loro importante posizione strategica.

## Monumenti e luoghi d'interesse
- Faro di Alessandropoli, costruito nel 1850, è situato ad ovest del porto ed è uno dei monumenti più caratteristici della città.

## Cultura

### Istruzione

#### Musei
- Museo Etnologico della Tracia
- Museo della Storia di Alessandropoli
- Museo Archeologico
- Museo di Storia Ecclesiastica della Metropolia di Alessandropoli
- Museo di Storia Naturale

## Infrastrutture e trasporti

### Strade
Alessandropoli è unita alla rete stradale greca dall'Autostrada Egnatia, che dal porto di Igoumenitsa, situato sul mar Ionio, giunge sino alla frontiera con la Turchia dopo aver attraversato le regioni dell'Epiro, della Macedonia e della Macedonia Orientale e Tracia.

### Ferrovie
Alessandropoli dispone di una stazione lungo la linea per Salonicco chiamata Alessandropoli Porto. La stazione è anche capolinea della ferrovia per Dikaia.

### Porti
Quello di Alessandropoli è il principale scalo portuale greco ad est di Salonicco. Vi opera una linea di traghetti per l'isola di Samotracia.

### Aeroporti
La città è servita dall'aeroporto di Alessandropoli-Dimokritos, situato nel sobborgo di Apalos, a 6 km ad est del centro cittadino.

## Sport

### Pallavolo
La principale squadra di pallavolo di Alessandropoli è l'Ethnikos, una delle società più prestigiose che prendono parte al massimo campionato greco.

## Amministrazione

### Gemellaggi
- Lakatamia
- Burgas
- Simferopoli
- Sosnovyj Bor (Oblast' di Leningrado)
- Vyborgskij rajon (San Pietroburgo)